# Hermann Denz
Hermann Denz (* 29. November 1949 in Lingenau, Vorarlberg; † 12. Januar 2008 in Hohenems) war ein österreichischer Soziologe.

## Leben
Hermann Denz studierte nach dem Besuch der Schule in Kennelbach und Gymnasien in Feldkirch und Bregenz von 1967 bis 1971 Sozial- und Wirtschaftswissenschaften an der Universität Innsbruck und der Johannes Kepler Universität Linz.
Nach der Sponsion zum Mag.rer.soc.oec. in Soziologie 1971 war er Wissenschaftlicher Assistent am Institut für Soziologie an der Universität Trier (1971/1972) und an der Universität Linz (1973–1979). 1974 wurde er in Linz zum Dr.rer.soc.oec. in Soziologie promoviert. Nach einer Zwischenstation als Leiter der Abteilung Soziale Verwaltung im Amt der Stadt Bregenz von 1979 bis 1980 war er von 1980 bis 1983 Assistent am Institut für Soziologie an der Universität Linz. 1982 wurde er in Linz habilitiert und erhielt die venia legendi für Soziologie. 1982/1983 erhielt er eine Gastprofessur und 1983/1984 eine Lehrstuhlvertretung an der Katholischen Universität Eichstätt. Von 1988 bis 1992 war er Assistenzprofessor am Interuniversitären Forschungsinstitut für Fernstudien (Studienzentrum Bregenz, ab 1992 Zentrum für Fernstudien der Universität Linz), ab 1992 Assistenzprofessor am Institut für Soziologie der Universität Innsbruck. Ab 1995 lehrte er an der Fachhochschule Vorarlberg in Dornbirn. 1997 wurde er zum außerordentlichen Universitätsprofessor an der Universität Innsbruck ernannt.
Denz war Mitglied der Österreichischen Gesellschaft für Soziologie (ÖGS) und von GESIS – Gesellschaft Sozialwissenschaftlicher Infrastruktureinrichtungen e.V.

## Wirken
Denz veröffentlichte zahlreiche Werke und wissenschaftliche Arbeiten, insbesondere zur Diskussion über Werte und Ethik, Sozialpolitik, Sozialarbeit sowie zum Thema Religion und Kirche im Wandel.
Für den Aufbau des Lehrganges Sozialarbeit an der Fachhochschule Vorarlberg und des Sozialzentrums Bregenz wurde er mit dem Großen Verdienstzeichen des Landes Vorarlberg ausgezeichnet.

## Schriften (Auswahl)
- Einführung in die empirische Sozialforschung. Springer, Wien 1989, ISBN 3-211-82164-3.
- zusammen mit Paul M. Zulehner: Wie Europa lebt und glaubt. Europäische Wertestudie. Patmos Verlag, Düsseldorf 1993, ISBN 978-3-491-77946-4.
- zusammen mit Reinhard Zuba, Paul M. Zulehner, Christian Friesl, Regina Polak: Die Konfliktgesellschaft. Wertewandel in Österreich. Czernin Verlag, Wien 2001, ISBN 3-7076-0102-1.
- Die europäische Seele. Leben und Glauben in Europa. Czernin Verlag, Wien 2002, ISBN 3-7076-0104-8.
- Region Bodensee – auch eine eigene Wertewelt? Roderer Verlag, Regensburg 2002, ISBN 3-8978-3350-6
- Die Grundlagen empirischer Soziologie. Der Beitrag des quantitativen Ansatzes. Lit-Verlag, Münster 2003, ISBN 3-825-87122-3.